# Masaya
Masaya (del náhuatl: Masayan ‘Lugar de venados’) es un municipio y una ciudad de la República de Nicaragua, cabecera del departamento de Masaya. Dista 28 kilómetros de la capital de Managua y forma parte de la Región Metropolitana de Managua. 
Es conocida como "Ciudad de las flores" y "Cuna del folclore nicaragüense" por su gran vigor cultural, no obstante, dado que Nicaragua es pluricultural, en la actualidad se ha denominado a Masaya como Capital del folclore nicaragüense. Dentro de la división territorial y administrativa de la Capitanía General de Guatemala existió el llamado "Corregimiento de Monimbó". Actualmente existe la Comunidad indígena de Monimbó.

## Toponimia
Etimológicamente "Masaya", antiguamente "Masāyān" deriva del idioma de los nahuas (una variante del náhuatl o pipil) y proviene de la palabra masātl que significa "venado" y la partícula -yān que denota "sitio o lugar". Es decir, "lugar de venados". 
Gonzalo Fernández de Oviedo, quién visitó la región en la primera mitad del siglo XVI y escribió una extensa crónica de la misma, señala que el nombre Masaya, originalmente aplicado al volcán del mismo nombre, deriva de la lengua chorotega de la población local. Massaya, señala el cronista, significa "sierra o monte que arde". 
"Monimbó" significa "cerca del agua", y el poblado estaba situado a una legua (aprox. 5 km) de Masaya, entre Santana del Pochote y Quitapayo, próxima a la laguna, y se comunicaban por un camino que le llamaban Nimboja.

## Geografía
Masaya se encuentra ubicado a una distancia de 28 kilómetros al suroeste de la capital de Managua, y a 14 kilómetros al norte de la ciudad de Granada está situada a la orilla de la laguna del mismo nombre y a los pies del volcán Masaya (también llamado Popogatepe, "montaña que arde" en chorotega). El conjunto de la laguna y volcán, que tiene cinco cráteres, conforman un área de 52 km² declarada parque natural en 1979 y alberga en su interior un muy interesante museo de vulcanología. Al norte de Masaya, frontera con Granada, se encuentra la laguna de Apoyo. La ciudad es parte del Región Metropolitana de Managua. 
- Altitud: 234 m s. n. m.
- Superficie: 146.6 km²
- Latitud: 11° 58′ 0″ N
- Longitud: 86° 6′ 0″ O

### Límites
Limita al norte con los municipios de Tipitapa y Tisma, al sur con los municipios de Catarina y Niquinohomo, al este con el municipio de Granada y al oeste con el Laguna de Masaya y los municipios de Nindirí y Nandasmo.

## Historia
Hay constancia de asentamientos niquiranos en poblaciones como Nindirí, Niquinohomo anteriores a la conquista española. Uno de los barrios principales de la ciudad de Masaya  es el barrio de Monimbó, que en español quiere decir "cerca del agua", y está situado muy próximo a la laguna. También grupos chorotegas habitaron estas tierras. Hay constancia documental que en el siglo VI, en Monimbó había una población de 250 tributarias.
Pedro Arias Dávila inicia la conquista de estas tierras en 1524 y crea las primeras encomiendas. Al estar Masaya ubicada en el camino principal entre Granada y León, entonces León Viejo. y formar parte del camino de Panamá se convirtió en un lugar de descanso muy apropiado. Esto unido a su agradable clima y fértil suelo atrajo a muchas personas a asentarse en la ciudad, dando lugar de esta forma al nacimiento de la Masaya colonial.
El 24 de marzo de 1819 el rey Fernando VII de España otorgó el título de "Muy Noble y Leal Villa Fiel de San Fernando de Masaya" que se puede leer en el escudo de la ciudad desde entonces. El 2 de septiembre de 1839 se declaró a Masaya ciudad. En su escudo, además de la leyenda indicada hay otra que dice "Viva el corazón de María".
De los diferentes asentamientos indígenas únicamente Monimbó ha conservado la identidad étnica a través del tiempo.
El 19 de septiembre de 1912, durante la guerra civil nicaragüense de 1912, las fuerzas rebeldes nicaragüenses abrieron fuego contra los marines y marineros estadounidenses que pasaban por la ciudad en su camino a Granada. Esto se conoció como la batalla de Masaya.

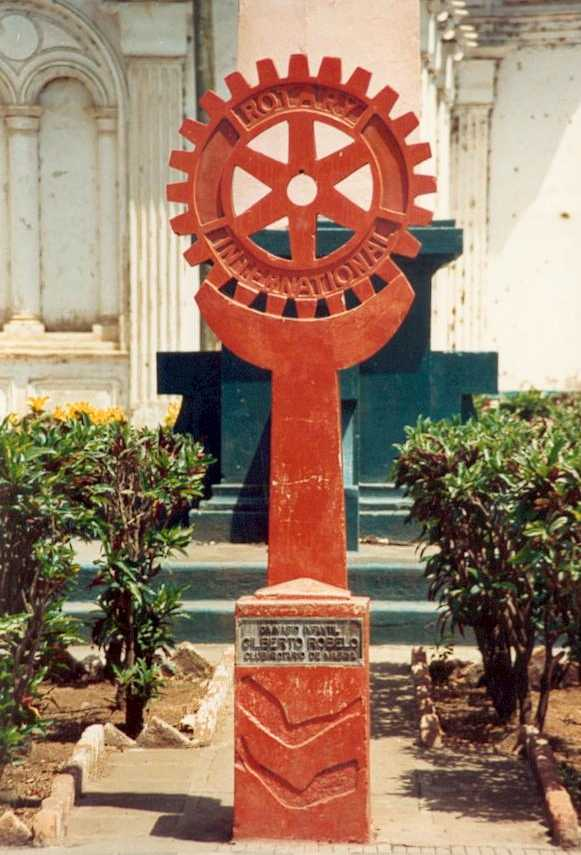
Detalle en la ciudad de Masaya (1988).

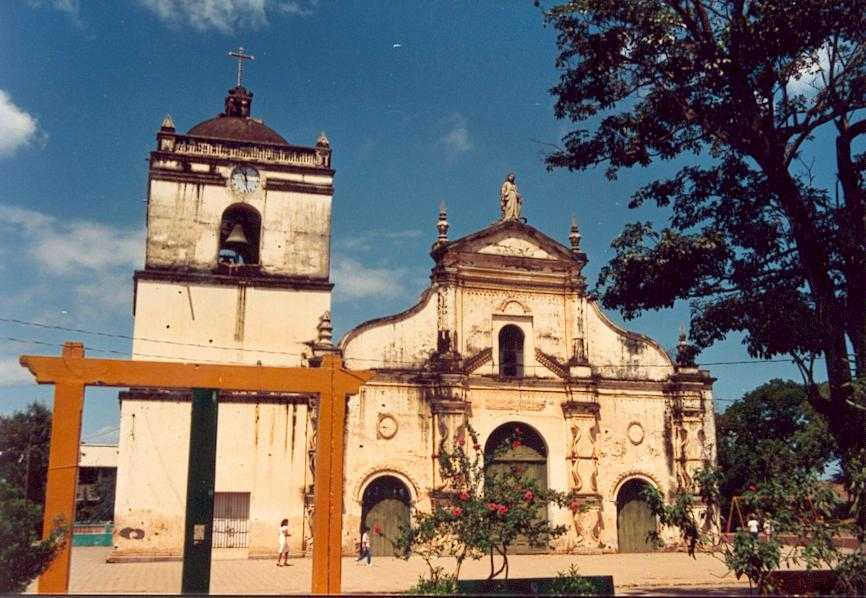
Parroquia de Nuestra Señora de la Asunción en Masaya (1988).

### El Cacique Nicarao
Masaya es la expresión mestiza eminentemente descollante: el encuentro de un Francisco Hernández de Córdoba con un Cacique Nicarao pacífico, quien según la tradición oral "monimboseña", en vez de pelear con el español, le ofreció una de las muchas mujeres hermosas y bellas de su tribu. Aunque según la historia escrita, en 1523 Gil González Dávila había entrado a Nicaragua por el sur del contemporáneo departamento de Rivas, cuando se halló con el jefe de los nicaraguas, y con quienes entró en asamblea para que se sancionase la jurisdicción del Rey de España y se convirtiesen al catolicismo. Nicarao, lo amparó amistosamente, aceptando la fe de la Iglesia católica y permitiendo que muchos de su tribu se bautizaran. 
Nicarao envió a los conquistadores al Cacique Diriangén, quien opuso resistencia a los conquistadores españoles, atacándolos en la llamada Quebrada del Perro en la ciudad de Diriamba, obligándolos a retirarse
En Masaya un poco menos de la mitad de la población es mestiza y la otra mitad de la población es blanca, todos sus aforismos folclóricos, sus preceptos, sus artesanías, sus comidas, su pinolillo, su tiste, su chicha de maíz y sus gloriosas marimbas de arco. "¡Al sonar de la marimba se desborda Monimbó!"

## Demografía
Masaya tiene una población actual de 194,178 habitantes. De la población total, el 48.8% son hombres y el 51.2% son mujeres. Casi el 72.5% de la población vive en la zona urbana.

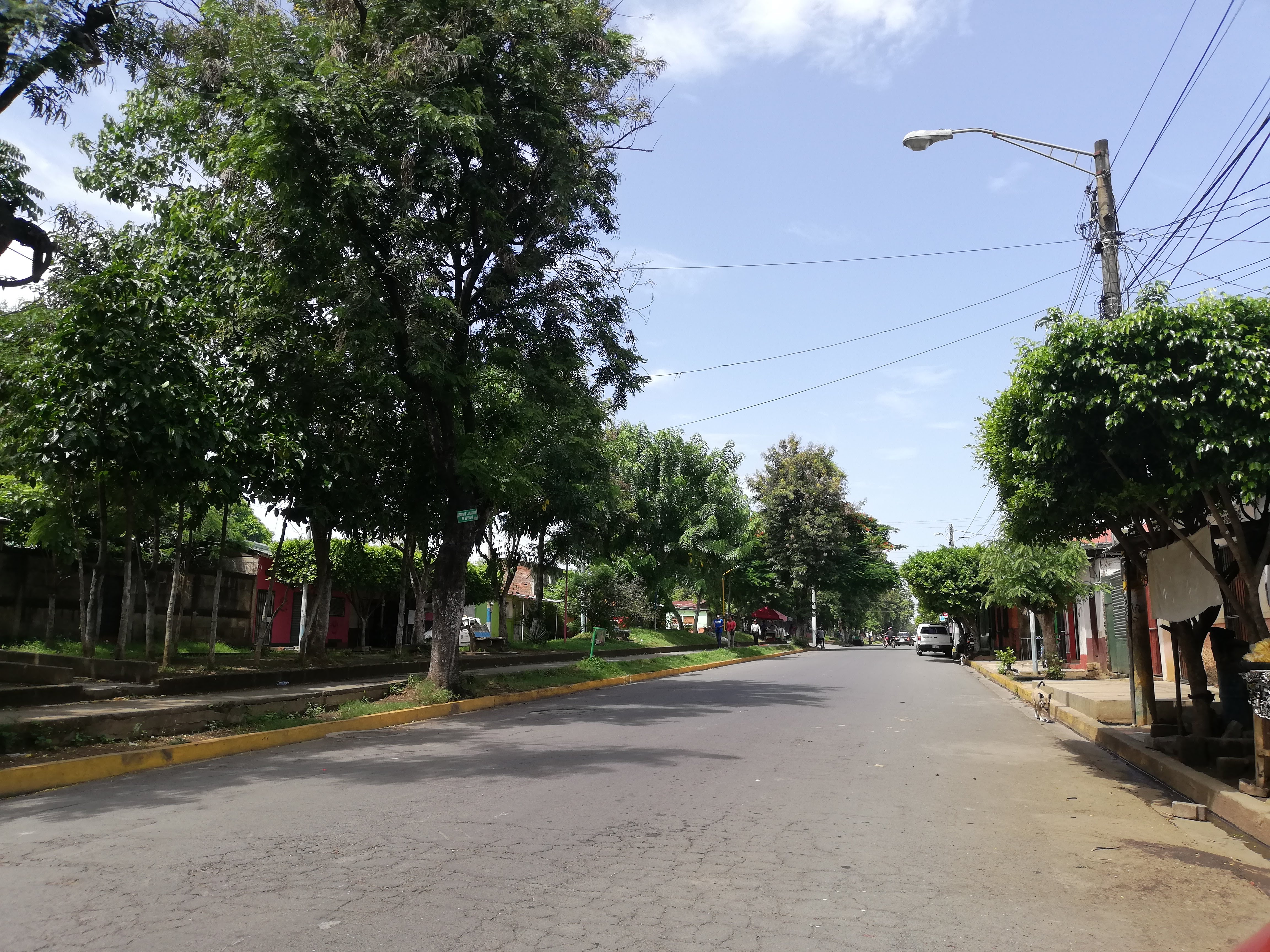
Calle Carlos Vega Bolaños

## Economía
La situación de Masaya en Nicaragua hace que sea un importante nudo de comunicaciones en el transporte. Tiene una activa industria de manufactura de productos agrícolas, como tabaco (fabricación de puros) y procesamiento de fibras naturales. La producción artesanal es muy importante, se puede decir que es el centro de la artesanía nicaragüense, con un componente de cultura precolombina muy fuerte, se trabaja fundamentalmente la madera, el cuero, la cerámica, las piedras y los tejidos. Industrialmente se producen también; zapatos, productos de piel, jabón y almidón.

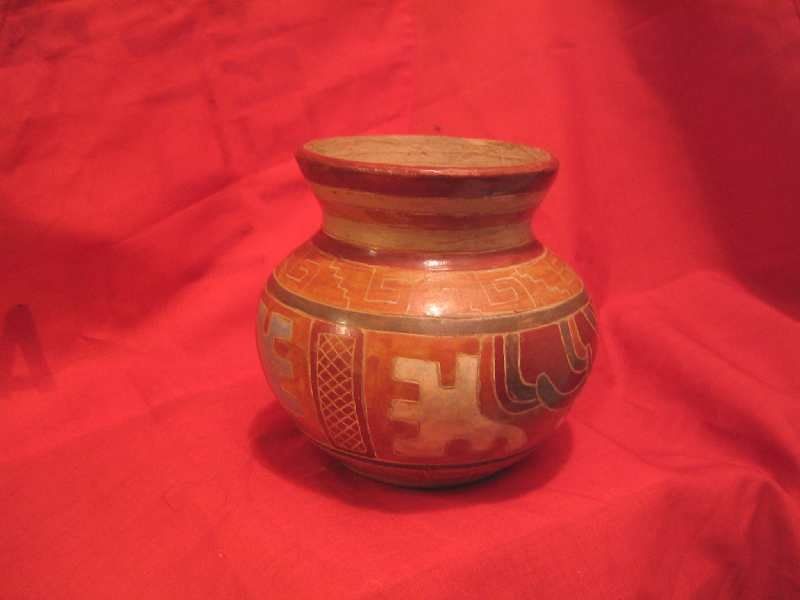
Alfarería de Masaya.
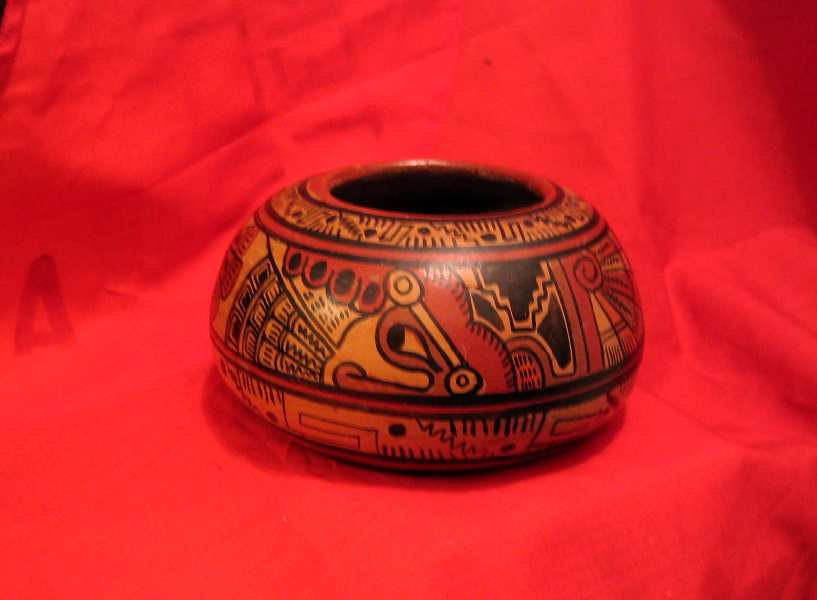
Alfarería de Masaya.
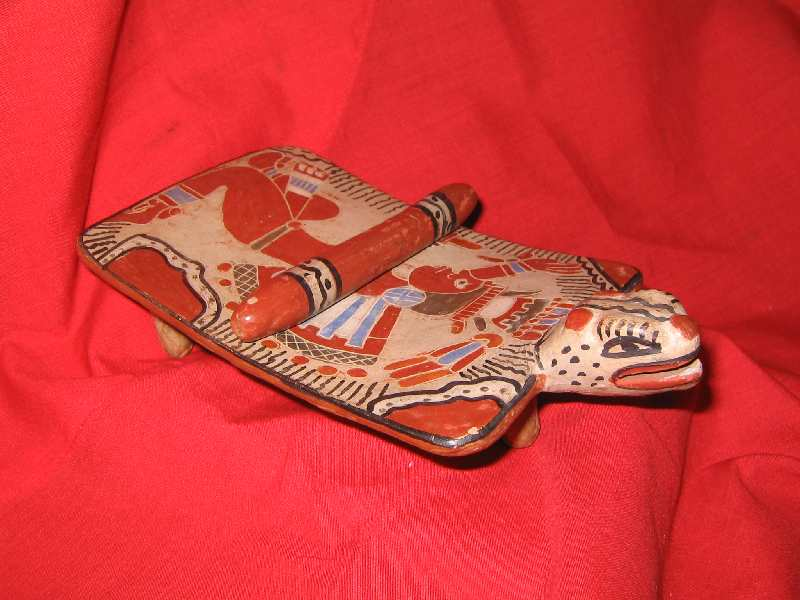
Alfarería de Masaya.

## Transporte

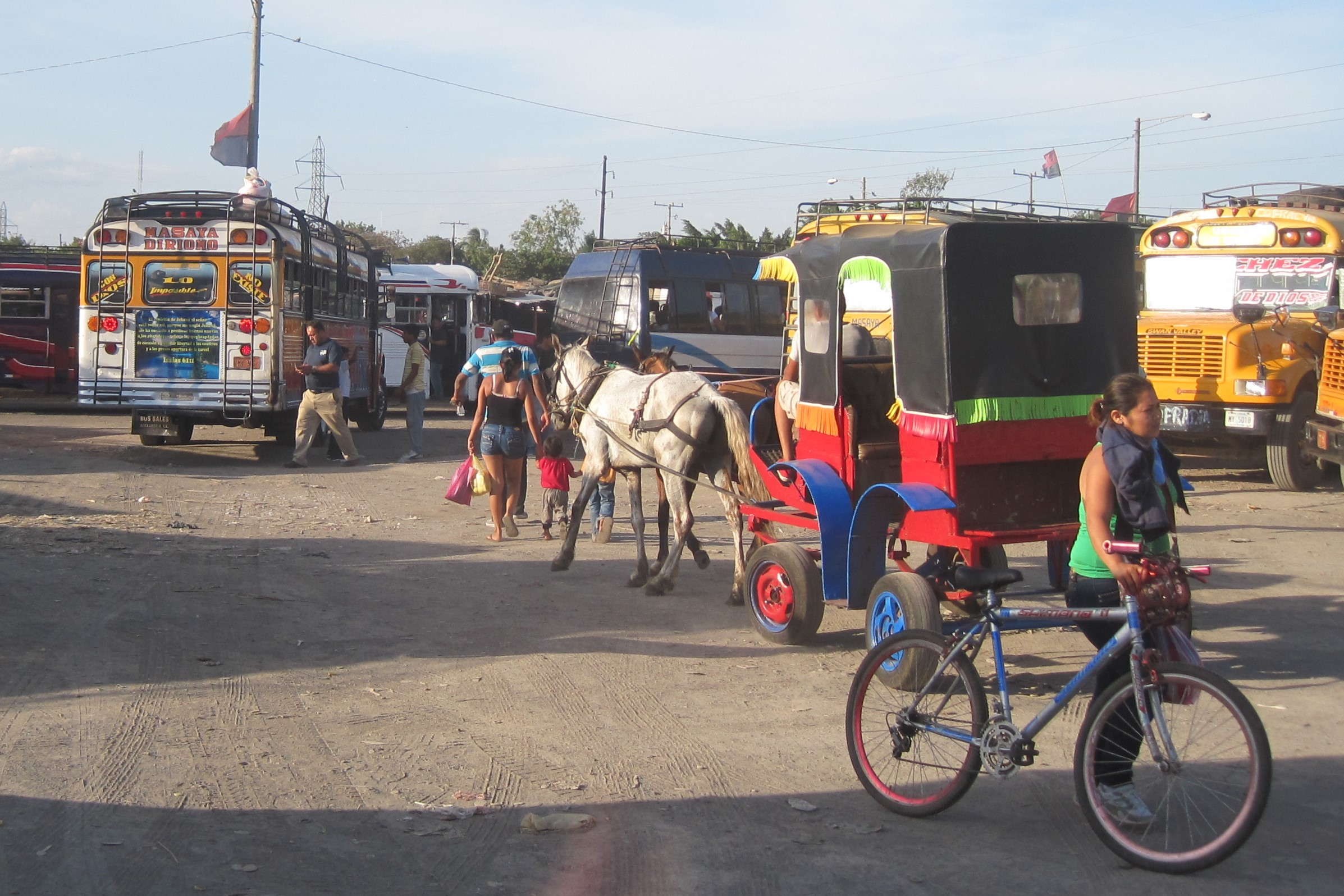
Terminal de Buses.

Masaya tiene servicios frecuentes de autobús a Managua, Granada y otros ciudades.
El aeropuerto más cercano es el Aeropuerto Internacional Augusto C. Sandino, a 27 kilómetros al norte de la ciudad.

## Patrimonio
El patrimonio es muy abundante en Masaya. No solo destaca por sus monumentos, sino que se complementa con la historia, la cultura y la naturaleza.

### Histórico
Como se ha podido leer anteriormente, la historia de Masaya se hunde en el tiempo. Pero en fechas más recientes nació en uno de sus pueblos cercanos, en Niquinohomo el hombre que marcaría la historia de Nicaragua, Augusto César Sandino. Su imagen fue recogida por los fundadores del Frente Sandinista de Liberación Nacional (FSLN) quienes basados en postulados marxistas leninistas llevaron a cabo la Revolución Sandinista derrotando a la dictadura de la familia Somoza en 1979.

### Cultural
La fuerte industria artesanal así como el mantenimiento de la idiosincrasia indígena y el fuerte folclore hacen de Masaya el lugar ideal para entender y aprender la cultura de Nicaragua y de América Central.

### Patrimonio natural
El parque nacional Volcán Masaya es un sobresaliente e interesante lugar que aúna la mayor laguna de origen volcánico de Nicaragua, la laguna de Masaya o Apoyo, con un volcán (el Masaya, o Popogatepe, y que significa "montaña que arde") que posee 5 cráteres, uno de ellos humeante y con lava. Su corazón es un museo vulcanológico muy destacable y completo que ayuda a comprender bien ese espacio natural.

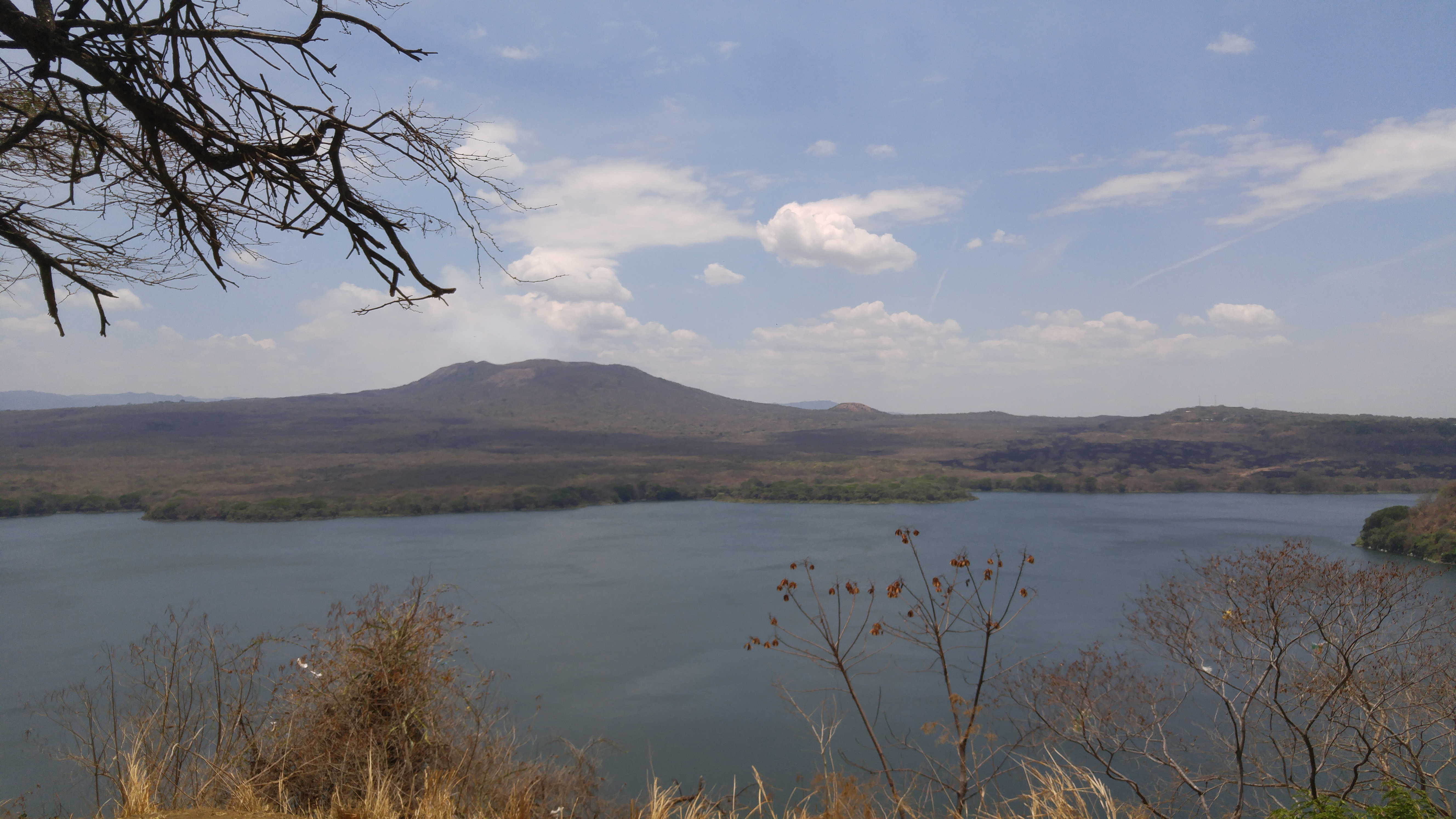
Volcán Masaya y laguna de Masaya desde el malecón de Masaya.

Se puede ascender en coche hasta el borde del cráter y observar las fumarolas que emanan de él. Este volcán ha estado muy ligado a las creencias populares y los misioneros españoles lo consideraron "la puerta del infierno", colocando una gran cruz en su cumbre para impedir la salida del diablo.

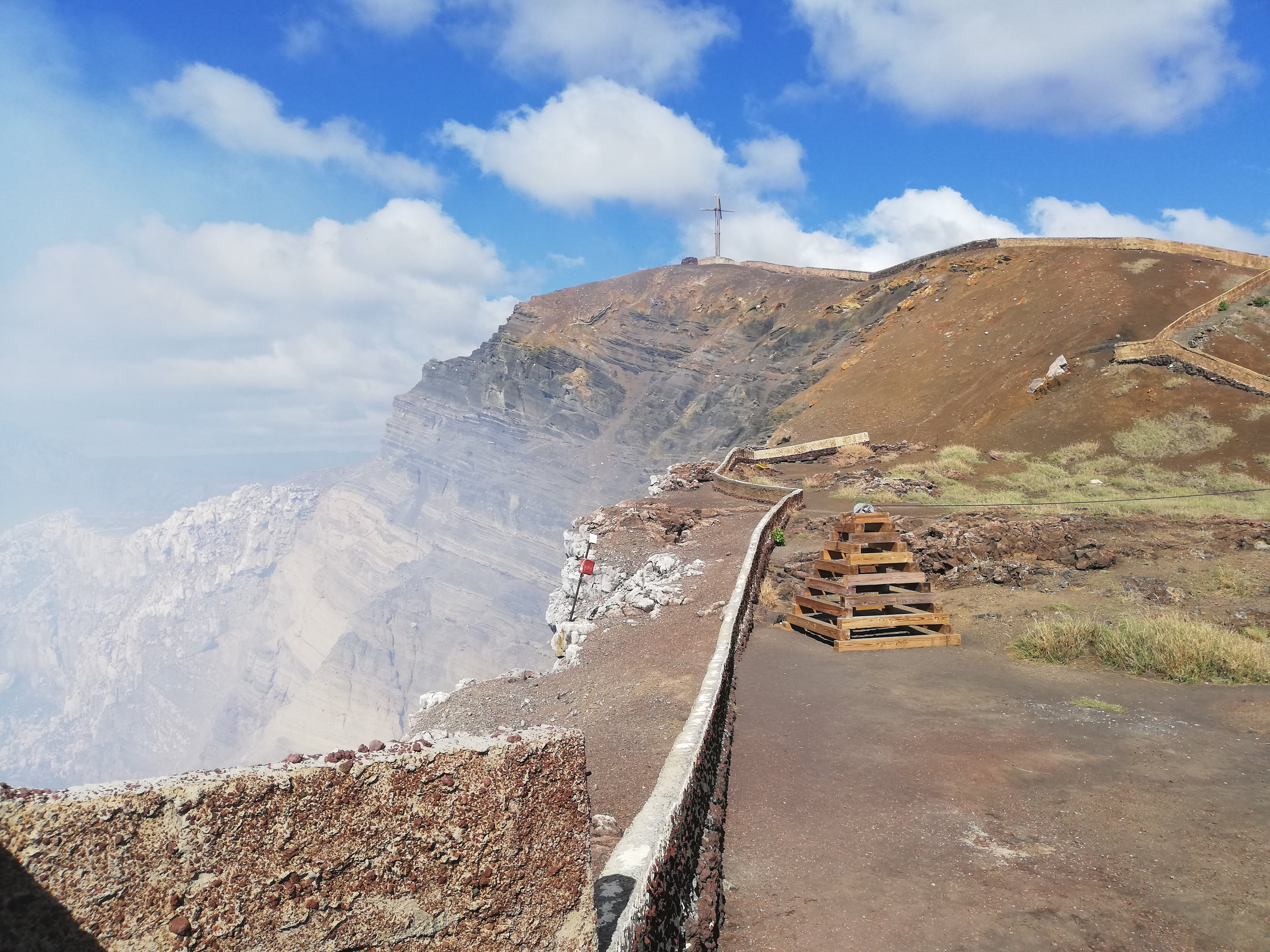
Crater Santiago con la Cruz de Bobadilla al fondo
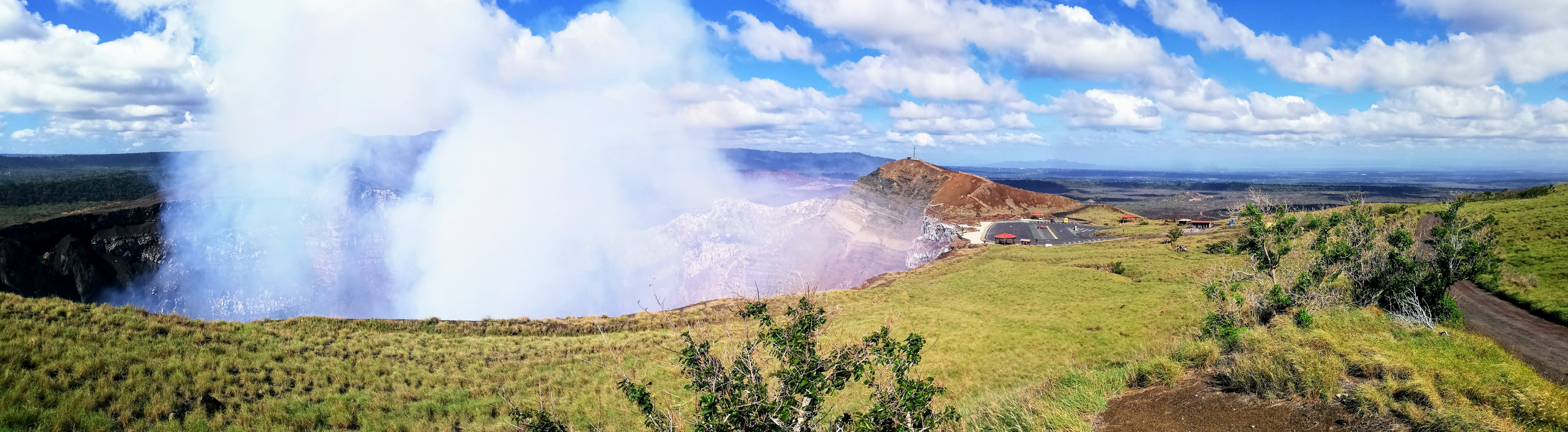
Panorámica del cráter Santiago
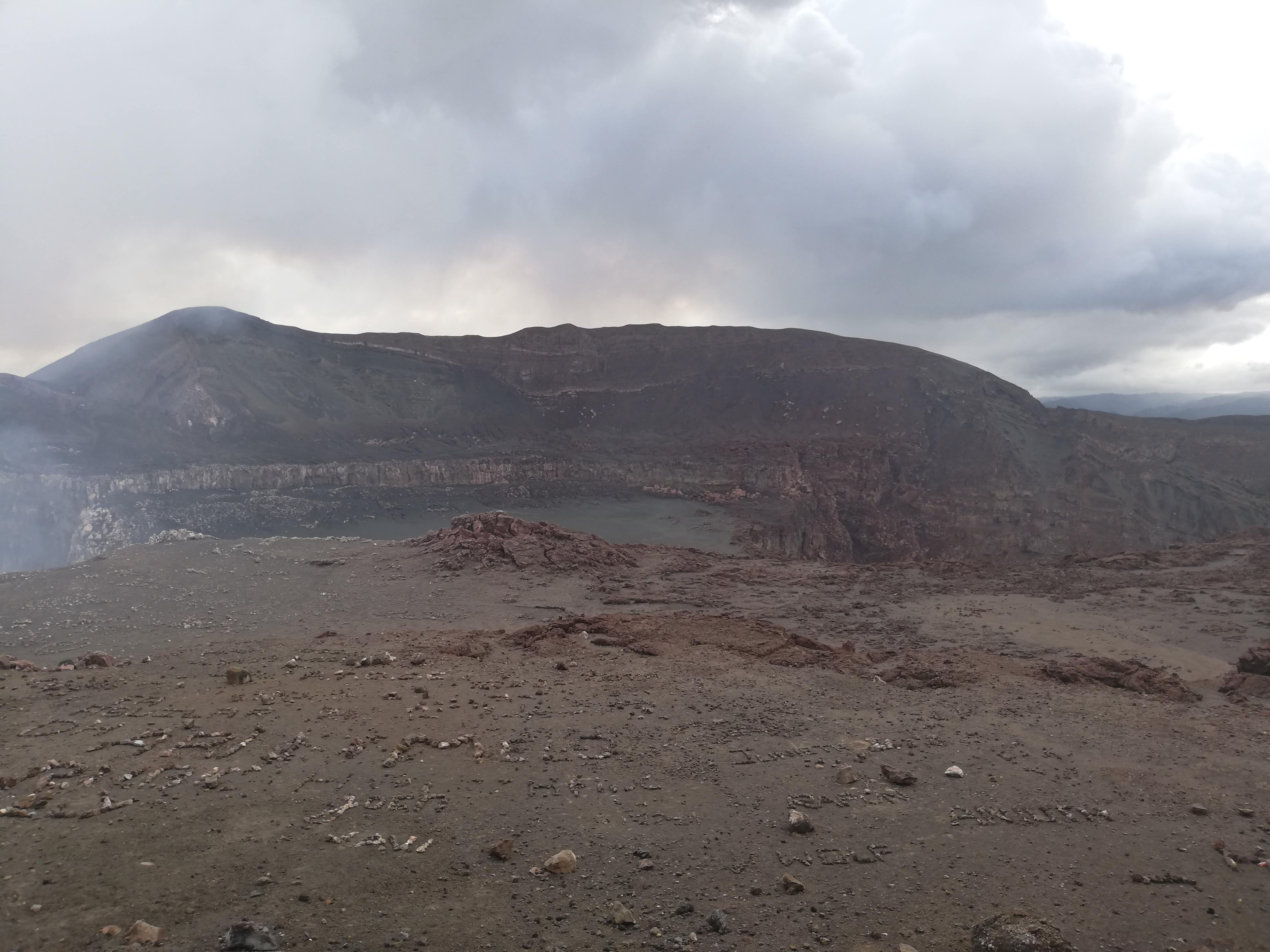
Paisaje del cráter Nindirí; a la derecha, el cráter San Pedro.

### Monumental

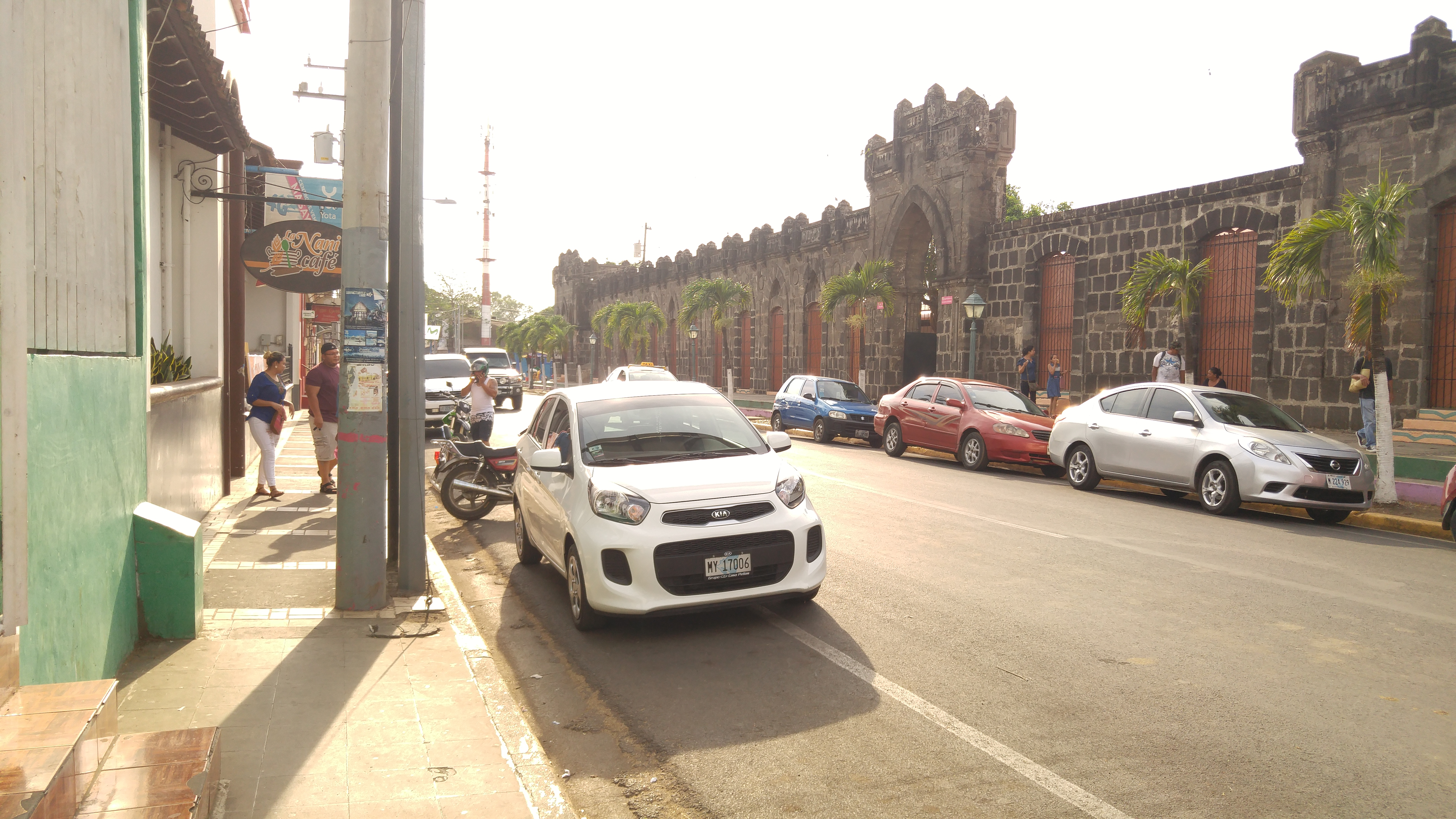
Costado sur del Mercado de Artesanías

- La iglesia de Nuestra Señora de la Asunción es la principal de la ciudad. Su fachada es barroca con algún resto renacentista. Consta de tres naves y tiene una capilla neogótica.

- La iglesia de San Jerónimo, ecléctica con tendencia al neoclásico. Hay constancia de edificaciones anteriores.

- La iglesia de San Miguel Arcángel.

- La iglesia de San Juan Bautista. Neoclásico. Tres naves, paredes de adobe y de tejados. Data de 1926 aunque hay constancia que existía una en el año 1700. Fue incendiada por los filibusteros de William Walker.

- La iglesia de María Magdalena.

- La iglesia de El Calvario, de estilo colonial.

- La iglesia de San Sebastián.

- Entre los edificios civiles destacan el Mercado de artesanías (1891), la Estación del ferrocarril (1895), el Club Social (1875) y el Hospital San Antonio de 1908.

- En los militares destaca la Fortaleza El Coyotepe construida en el período de entreguerras del siglo XX. Declarada Monumento Nacional el 15 de noviembre de 1967 por el Decreto Legislativo 1398. Fue escenario de varias batallas en la historia de Nicaragua, destacando la batalla de Coyotepe entre el 3 y 4 de octubre de 1912.

### La capital del folklore de Nicaragua

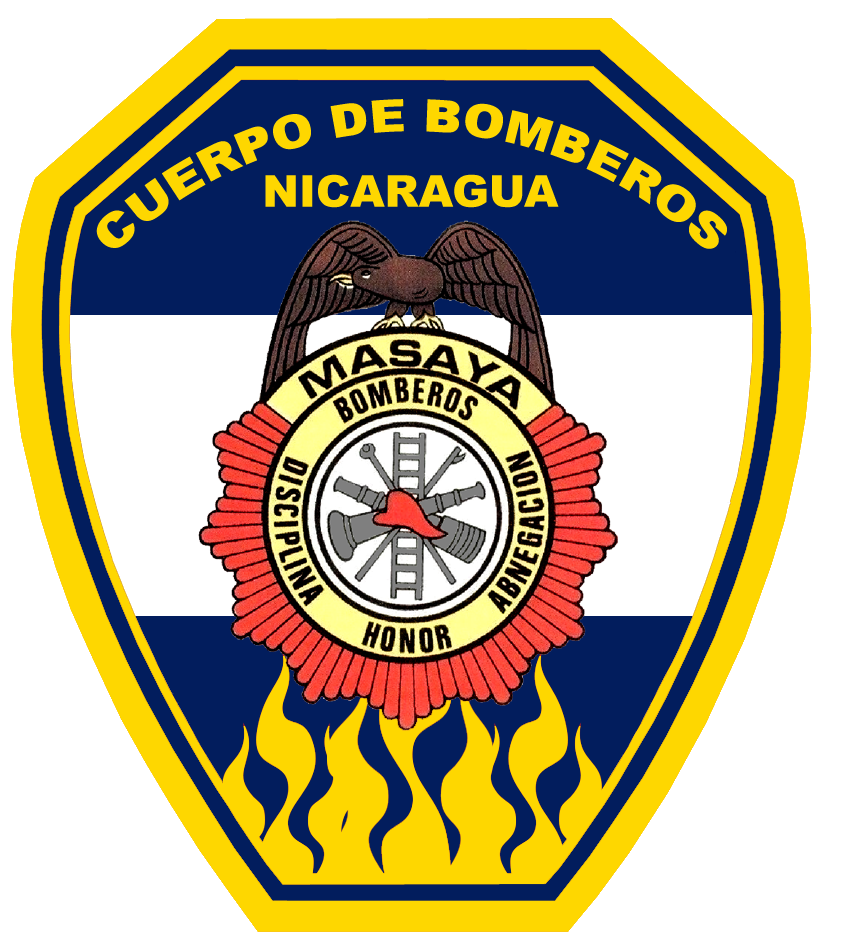
Benemérito Cuerpo de Bomberos de Masaya.

Masaya es considerada en Nicaragua la cuna del folklore nicaragüense. Esto se debe a que muchas de las expresiones culturales del país, la música de marimba, los bailes tradicionales, los hidalgos adagios castellanos con su legítima integración amerindia, sus preceptos sabios y alegres, su artesanía y su compleja y heterogénea tradición culinaria tienen en esta pintoresca ciudad la estirpe de lo que es ser nicaragüense. Por ello el 23 de octubre de 2000 la Asamblea Nacional de Nicaragua nombró a Masaya "Capital del Folklore de Nicaragua". El 9 de octubre de 1989, mediante el Decreto Ley 61, fue declarada "Patrimonio Cultural de la Nación".

## Festividades

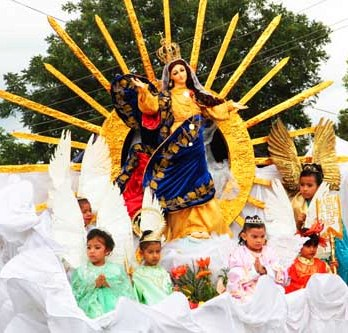
Nuestra Señora de la Asunción

Fiestas patronales de la Virgen de la Asunción.
Masaya celebra sus fiestas patronales en honor de la Virgen de Nuestra Señora de la Asunción el día 15 de agosto. Las fiestas se desarrollan durante los primeros 15 días de agosto y culminan el día 15, festividad de la Asunción. El 14 de agosto se celebra la Gritería Chiquita.
16 de marzo
En este día se conmemora la detención de la erupción del volcán Santiago en 1772 que se produjo, según la tradición, por el milagro obrado por la virgen que fue llevada en procesión hasta sus inmediaciones. En ese acto la imagen de la virgen sufrió quemaduras en la mano derecha y en el dedo gordo del pie derecho por lo que popularmente se le conoce como "La Virgen del dedito quemado".
San Jerónimo, Santo Patrono Popular.
El 30 de septiembre se celebra la fiesta en honor de San Jerónimo, patrono popular de la población. Los masayenses dicen que San Jerónimo es "bochinchero" al igual que ellos por lo que le han convertido en su patrono.
Las fiestas de San Jerónimo son muy vistosas por los actos folclóricos y la cantidad de flores con que se adorna la ciudad. En ellas participan activamente el alcalde municipal, el Consejo de Ancianos, el alcalde de Vara, las Indias Bonitas y Grupos de Bailes de marimba. El 29 de septiembre se celebra la llamada "Construcción de la montaña de San Jerónimo" en la que en la iglesia de San Jerónimo se realiza una aportación de plantas y flores por parte de los fieles para adornar la peana del santo construyendo una "montaña" de flores y ramas. En la calle se producen gritos de !Viva San Jerónimo!.
Las fiestas de Masaya son las fiestas más largas en lo que a tiempo se refiere, ya que son 3 meses de fiesta y es la única ciudad de Nicaragua que tiene más días festivos; iniciando actualmente en el mes de septiembre, en honor de San Jerónimo, y culminando el primer domingo del mes de diciembre con el festival folclórico de marimba.

### El baile de Negras
El baile de Negras es un baile típico masayense que se baila los días domingos durante las fiestas patronales en honor de San Jerónimo. 
En este baile peculiar las parejas están conformadas hombres –expertos danzantes– que bailan al son de la marimba. Ese día dejan los pantalones para vestir enaguas y trajes femeninos de vistosos colores que lucen con una gracia y elegancia envidiada por muchas damas. 
Es la costumbre que los grupos de baile son invitados y recibidos en las casas de habitación en donde muestran sus habilidades danzarias para gusto de los anfitriones que les brindan bebidas y platillos de la gastronomía tradicional de Nicaragua.

### El Torovenado
Entre los actos folclóricos que han nacido en esta tierra destaca por su singularidad "El Torovenado". Nació como una procesión por una promesa al santo patrón de la ciudad, San Jerónimo, y al poco tiempo se convirtió en un carnaval. 
La procesión, en la que se sigue sacando la venerada imagen, es un desfile de disfraces donde solo participan hombres, muchos de ellos disfrazados de mujer. La unión de las costumbres ancestrales con las cristianas han dado lugar a esta expresión cultural que esta especialmente arraigada en la comunidad indígena de Monimbó que ocupa el populoso barrio del mismo nombre.
En su vertiente más auténtica, en la indígena, el Torovenado parece tener una expresión de burla contra el conquistador español. Como lo explica el profesor folclorista José Bayardo Ortiz:

Aquí nos encontramos al conquistador español de cruz y espada, que se sentía fuerte, dueño del rebaño de vacas y preñador, contra el venado que preña en movimiento, corriendo el macho y corriendo la hembra. 

El Torovenado es un animal mitológico que simboliza una protesta transformada en burla perdida en el tiempo desde la conquista española. 
Representa la astucia contra la fuerza del sometimiento, la inteligencia del indio para sobrevivir contra el esclavismo del español.
Ser mítico, mitad toro, mitad venado, es la expresión de esa lucha y unidad, juntos pero en contienda. El toro es la fuerza bruta, el español arrogante, altivo; y el venado es el indio que usa su sagacidad para no dejarse atrapar, para sobrevivir.

El Torovenado es en realidad una expresión organizada de la población, mimetizada en un carnaval que culmina con toda una temporada de fiestas folclóricas en Masaya, población y plaza en lucha interna, resistencia del dominado a la dominación.

### Fiesta de los Agüizotes
La Fiesta de los Agüizotes o simplemente "Los Agüizotes" es una celebración tradicional nicaragüense realizada anualmente como una tradición propia de los habitantes de la ciudad de Masaya desde mediados del siglo XX. La fiesta es un desfile acompañado por músicos tradicionales, bandas denominadas chicheros o filarmónicos (música de viento), recorre las principales calles del barrio indígena de Monimbó, posteriormente se traslada a las calles principales de la ciudad de Masaya dando un recorrido hasta llegar al lugar de inicio (en el centro del barrio indígena). Los que participan del desfile se disfrazan de personajes que protagonizan los mitos y leyendas de Nicaragua (la llorona, el padre sin cabeza, la carreta nagua, la chancha bruja, la muerte quirina..), estos bailan al son de la música mientras recorren las calles. Esta fiesta tiene lugar la noche del último viernes del mes de octubre, con una previa en la noche de jueves con la tan esperada "Vela del Candil".

## El castellano de Masaya
La población de Masaya es mestiza, aun en su grato y marcadamente aborigen alfoz Monimbó. No obstante, Masaya guarda en su tradición oral, historias y cuentos de un español que se debe conservar como reliquia: un castellano que solo existió en la España del tiempo de Cervantes, con una pronunciación cuasi andaluza, acaso de los territorios cordobeses de la nítida punta entre Badajoz y Ciudad Real, de donde vino Francisco Hernández de Córdoba, fundador de Nicaragua; Masaya preserva ese castellano ahora estandarizado en Nicaragua, con aspiración de eses postvocálicas (según la norma culta nicaragüense) y con matices y semitonos amerindios únicos. 
Según el poeta insigne, Rubén Darío, Príncipe de las Letras Castellanas (de origen provinciano, como dijera un ilustre escritor nicaragüense, pero con casta cervantina), Masaya se rememora así:

Por doquiera donde vaya, 

el recuerdo irá conmigo 

del corazón de Masaya, 

tal hidalgo y tan amigo. 

Son retorno y despedida 

juntos en este momento; 

Mas de Masaya florida 

el nombre en mi pensamiento 

irá por toda la vida. 

A esta región hechicera 

no quiero decir adiós 

que la vea antes que muera 

que esté siempre en primavera

y que la bendiga Dios. 
Rubén Darío, en un 7 de diciembre de 1907.

## Personas destacadas
Para comprender su historia hay que leer a los hijos de esta tierra de los "Come Yuca". 
Escritores relevantes son: 
- Ernesto Mejía Sánchez, poeta, crítico y filólogo.
- Sergio Ramírez, escritor galardonado.
- Mario Cajina-Vega, narrador y poeta.
- Juan Ramón Avilés.
- Julio Valle Castillo.

Historiadores como: 
- Tomás Ayón.
- Jerónimo Pérez.
- Francisco Ortega.
- Andrés Vega Bolaños.
- Alejandro Bolaños Geyer.
- Abelino Eskorcia.
- Francisco-Ernesto Martínez Morales.
- Alberto Bendaña.
- David Canda

Deportistas como:
- José Miguel Martinez Rojas, ultramaratonista destacado que ha representado al país en carreras a nivel internacional de fondo de ultraresistencia, incluyendo pruebas nocturnas y sobre terrenos variados.

Intelectuales como: 
- Alejandro Serrano Caldera, jurisconsulto y filósofo.
- Alejandro Dávila Bolaños, médico y lingüista.
- Enrique Peña Hernández, jurisconsulto y lingüista, investigador del folclore nicaragüense.
- Nydia Palacios, renombrada académica.
- Gustavo Alemán Bolaños.
- Iván Escobar Fornos, jurisconsulto y político.
- Manuel Coronel Matus.
- Alcides Gutiérrez Barreto, folclorista.

Músicos y compositores: 
- Alejandro Vega Matus.
- Carlos Ramírez Velásquez.
- Ramiro Vega Jiménez.
- Fernando Luna Jiménez.
- Carmen Vega Raudez.
- Weimar Serrano, pianista y compositor.
- Hernaldo Zúñiga, renombrado cantautor.
- Nieves Martínez, renombrado cantautor e hijo dilecto de Masaya.

Bailarines y maestros de danza:
- Haydée Palacios Vivas, maeatra, bailarina y folklorista de Masaya, promotora de la danza folklórica nicaragüense. Es fundadora del Ballet Folklórico Haydée Palacios.
- René A. M. Rojas, bailarín e intérprete de técnica moderna y bailarín y promotor de las danzas árabes en Nicaragua.

Poetas como: 
- Ana Ilce Gómez Ortega.
- Manuel Maldonado.
- Alberto Ortiz.
- Anselmo Sequeira.
- Eudoro Solís.
- Ezequiel D'León Masís.[6]
- Augusto Flores Z.
- Delgaleón.
- Venancio Calvo.
- Adolfo Zamora.

Políticos como: 
- Enrique Bolaños Geyer expresidente de Nicaragua.
- Rigoberto Cabezas Figueroa, militar y político.

## Ciudades hermanadas

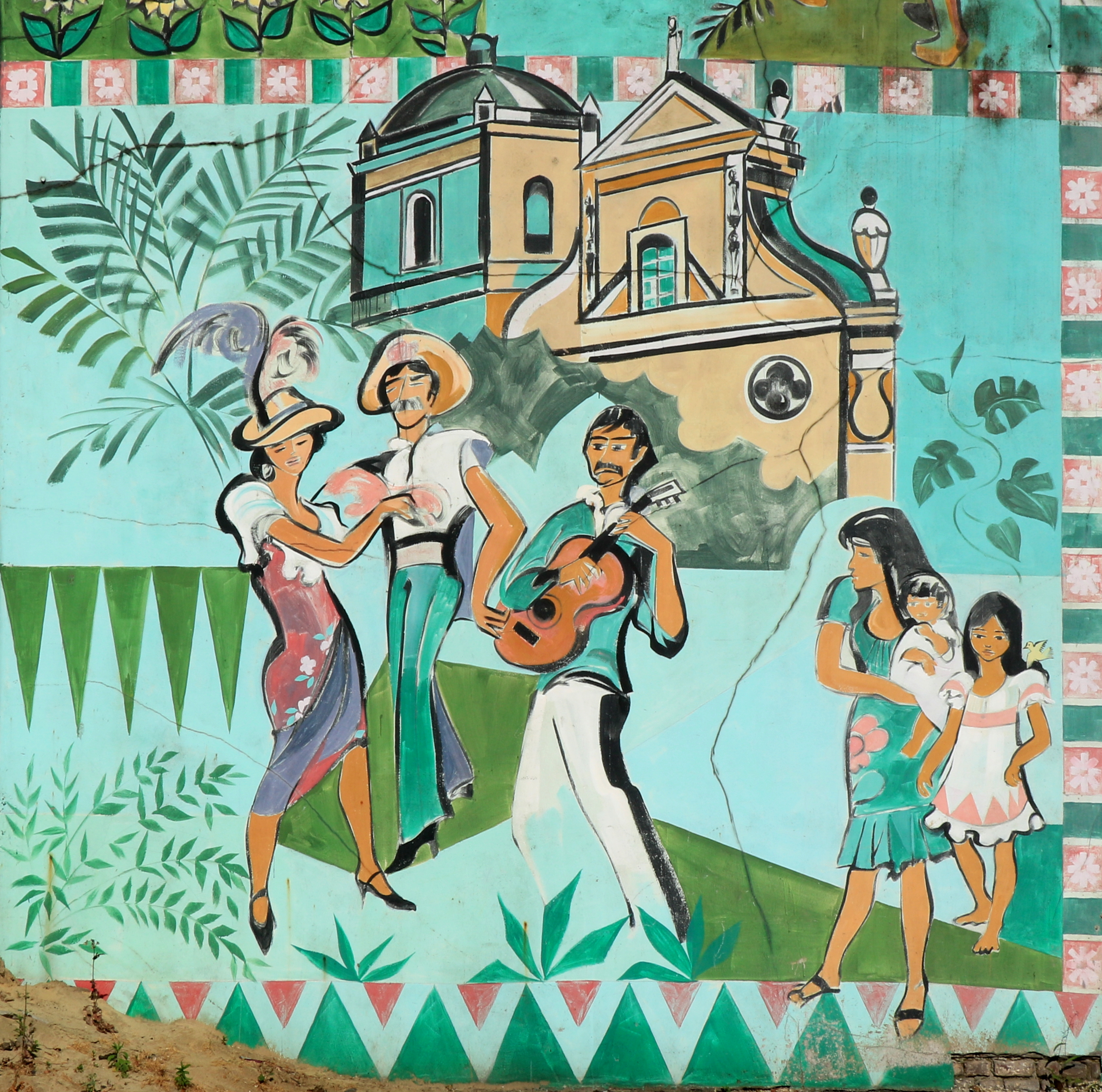
Fresco que evoca a Masaya en las paredes del Centro Cultural de Ottignies-Louvain-la-Neuve (Bélgica, 1993).

Tienen dos ciudades hermanadas con:
| - Belo Horizonte (Brasil) | - Cartago (Costa Rica) |

### Pacto de amistad
- Ottignies-Louvain-la-Neuve (Bélgica, 1989)